# Ampya
Ampya (Eigenschreibweise AMPYA, Aussprache nach dem engl. Wort Empire [ˈɛmpaɪə]) war eine internetbasierte Musikvideo-Plattform mit einem Angebot von etwa 130.000 Titeln, die von der zu ProSiebenSat.1 Media gehörenden TVRL GmbH mit Sitz in Köln betrieben wurde und operativ zu MyVideo gehörte. Das Angebot war mittels Webbrowser, über mobile Endgeräte sowie über das HbbTV-Angebot der ProSiebenSat.1-Sendergruppe abrufbar.
Ampya basierte auf der zuvor von TVRL eigenständig betriebenen Musikvideo-Plattform Putpat, die im Mai 2015 von ProSiebenSat.1 übernommen wurde. Die Marke Ampya, die zuvor für einen an Deezer verkauften Streaming Media-Dienst sowie ein redaktionell betreutes Internet-Musikportal genutzt wurde, ersetzte damit Putpat.
Im Februar 2017 wurde bekannt gegeben, dass das bisherige Angebot zum 1. März 2017 eingestellt wird. Die TVRL GmbH firmierte seit dem am Standort der Studio71 GmbH in Berlin, ebenfalls ein Unternehmen der ProSiebenSat.1 Media SE, die das Internet-Angebot bis zur Einstellung betrieb.
Die Webseite verweist heute auf die Firmenseite der Studio71 GmbH, einer weiteren Tochter von ProSiebenSat.1 Media.

## Geschichte

### Start als Musikstreaming-Dienst
Ampya war ein auf dem Freemium-Prinzip beruhender Musikstreaming-Dienst, mit nach eigenen Angaben über 20.000.000 Songs und mehr als 57.000 Musikvideos, der über Webbrowser sowie Apps für die Mobilplattformen iOS und Android genutzt werden konnte. Betreiberin des Ampya-Streaming-Dienstes war die Magic Internet Musik GmbH, eine 100-prozentige Tochter von ProSiebenSat.1 Media, die auch das Internet-Videoportal MyVideo betrieb.
Die Entwicklung des Streaming-Media-Dienstes begann Ende 2011. Am 10. Juni 2013 startete Ampya seinen Dienst.
Das Grundgerüst bildete eine Streaming-Player-Komponente und die Bereiche Meine Musik, Entdecken, Radio und Einstellungen. Ferner zeigte Ampya mit dem aktuell gespielten Titel vergleichbare Musikstücke an, aus denen der Nutzer wählen konnte. Für Nutzer war es auch möglich persönliche Wiedergabelisten, auch als Playlist oder Mixtape bezeichnet, anzulegen und diese dann über soziale Netzwerke mit anderen zu teilen. Neben freien und kostenpflichtigen Inhalten, sowie Funktionen zur Personalisierung, gehörte auch ein redaktionell betreutes Musik-Portal zum Angebot.
Im September und Oktober 2013 ging Ampya Kooperationen mit Xavier Naidoo und Lady Gaga ein, um vorab Veröffentlichungen und Interviews zur Verfügung stellen zu können. Ab 17. Oktober 2013 integrierte die Bild-Zeitung Ampya unter der Marke BILD Music als (kostenpflichtigen) Musikstreaming-Dienst auf ihrer Webseite. Im Dezember desselben Jahres kam es außerdem zu einer Kooperation mit dem Mobilfunkbetreiber Vodafone; das Streaming-Angebot von Ampya konnte als Paket zu einem bestehenden Mobilfunktarif hinzu gebucht werden und Nutzer erhielten 500 Megabyte zusätzliches Datenvolumen.
Bei der Echoverleihung 2014 ermittelte Ampya den Sieger in der Kategorie „Bestes Video National“.
Am 10. Juni 2014 gab die ProSiebenSat.1 Media den Verkauf des Streaming-Dienstes an Deezer bekannt. Im Rahmen des Verkaufs ging auch die Kooperation mit Vodafone an Deezer über.

### Weiterführung als Musikportal
Nach dem Verkauf des Streaming Media-Geschäfts an Deezer wurde Ampya in ein redaktionell betreutes Internet-Musikportal umgewandelt, das Musik-News über Album-Veröffentlichungen, Stars und Tourneen sowie Reviews und Interviews zur Verfügung stellte. Ebenfalls wurden Single-Charts zur Verfügung gestellt:
- Deutsche Single-Charts[12]
- Britische Single-Charts[13]
- Amerikanische Single-Charts[14]

Während der Zeit als Streaming-Angebot lieferte das Portal auch interne Charts unter der Rubrik „Am meisten gehört“ aus den Bereichen Alben, Songs und Videos.
Die 57.000 Musikvideos des vorigen Streaming-Angebotes wurden weiterhin über Ampya zur Verfügung gestellt.

### Übernahme und Zusammenführung mit Putpat TV
Die 2008 gegründete TVRL GmbH & Co. KG entwickelte mit Putpat einen Streaming-Media-Dienst, der zu Beginn über 40.000 Musikvideos großer Studios sowie kleinerer Independent Labels zur Verfügung stellte. Neben klassischen Musikvideos übertrug Putpat auch Live-Konzerte sowie Interviews ausgewählter Künstler. Das Angebot wurde über Webbrowser, mobile Apps sowie auf Smart TV-Geräten bereitgestellt.
Besonderheit des Angebots war der sogenannte Veequalizer, mit dem sich Nutzer ihr eigenes Programm zusammenstellen konnten.
Zu weiteren Markenzeichen von TVRL gehörten neben Putpat auch i-do tv und Televised-Revolution. Die Vermarktung erfolgte durch die Seven One Media GmbH.
Im Mai 2015 wurde die TVRL GmbH von ProSiebenSat.1 Media übernommen und Putpat TV in Ampya überführt; das ehemalige Internet-Angebot von Putpat leitete bis zur endgültigen Einstellung auf Ampya weiter.